# Kankavli
Kankavli, est une ville et un conseil municipal du district de Sindhudurg dans l'État indien du Maharashtra. Lors du recensement de l'Inde de 2011, sa population s'élève à 16 398 habitants.